# Transportes do Rio Grande do Sul

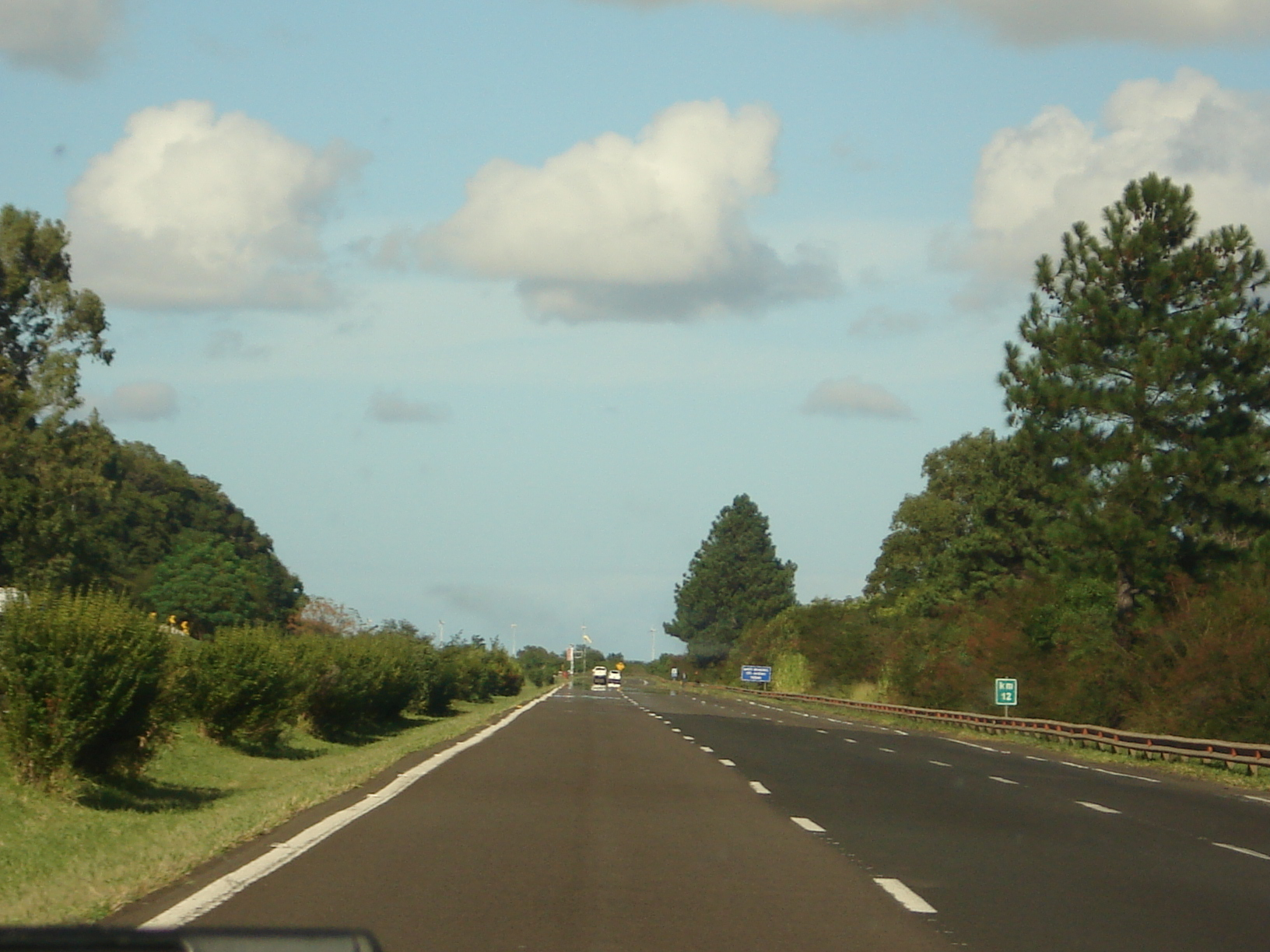
Trecho da BR-290 em Osório, próximo de Porto Alegre.

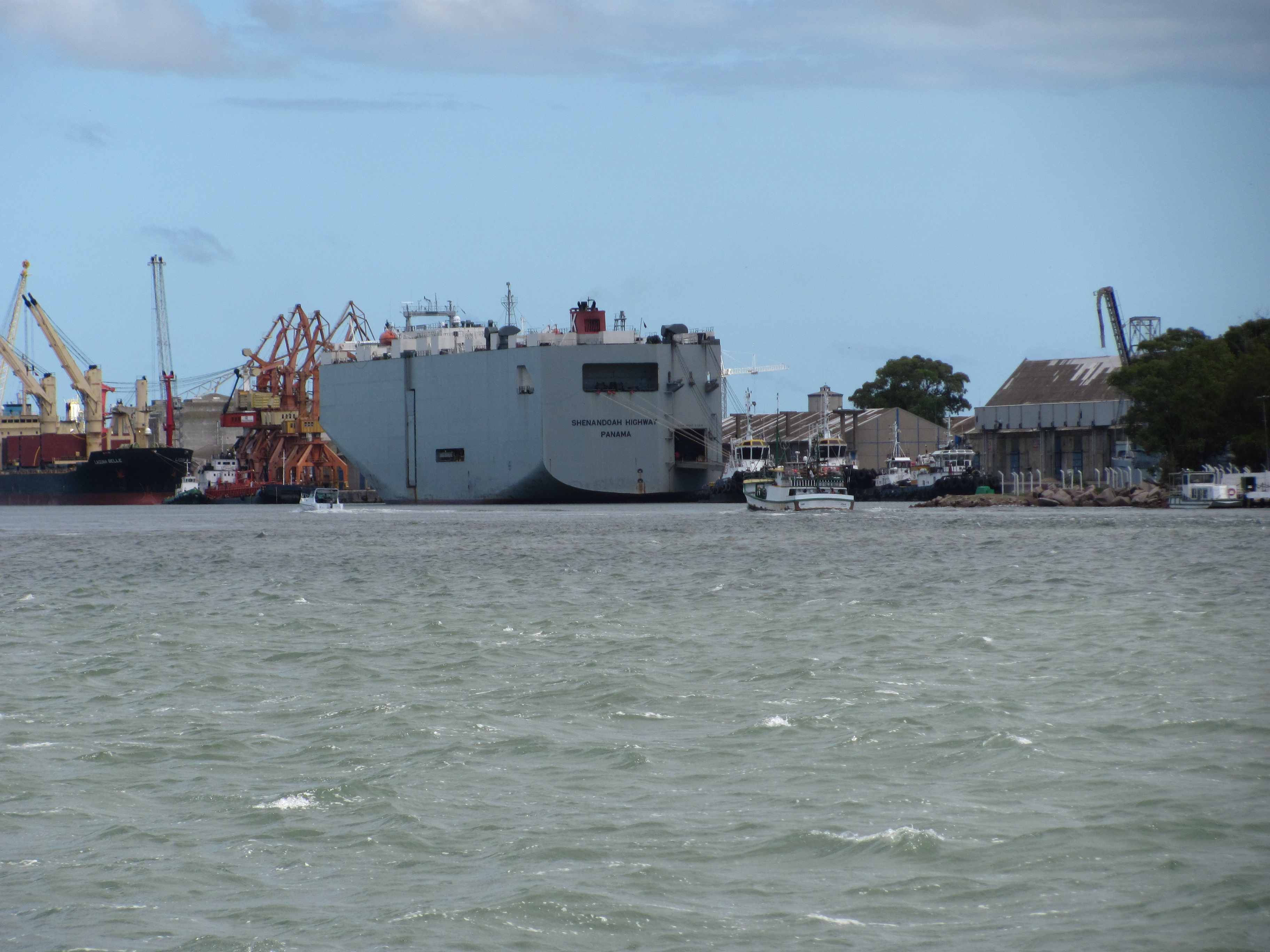
Porto de Rio Grande.

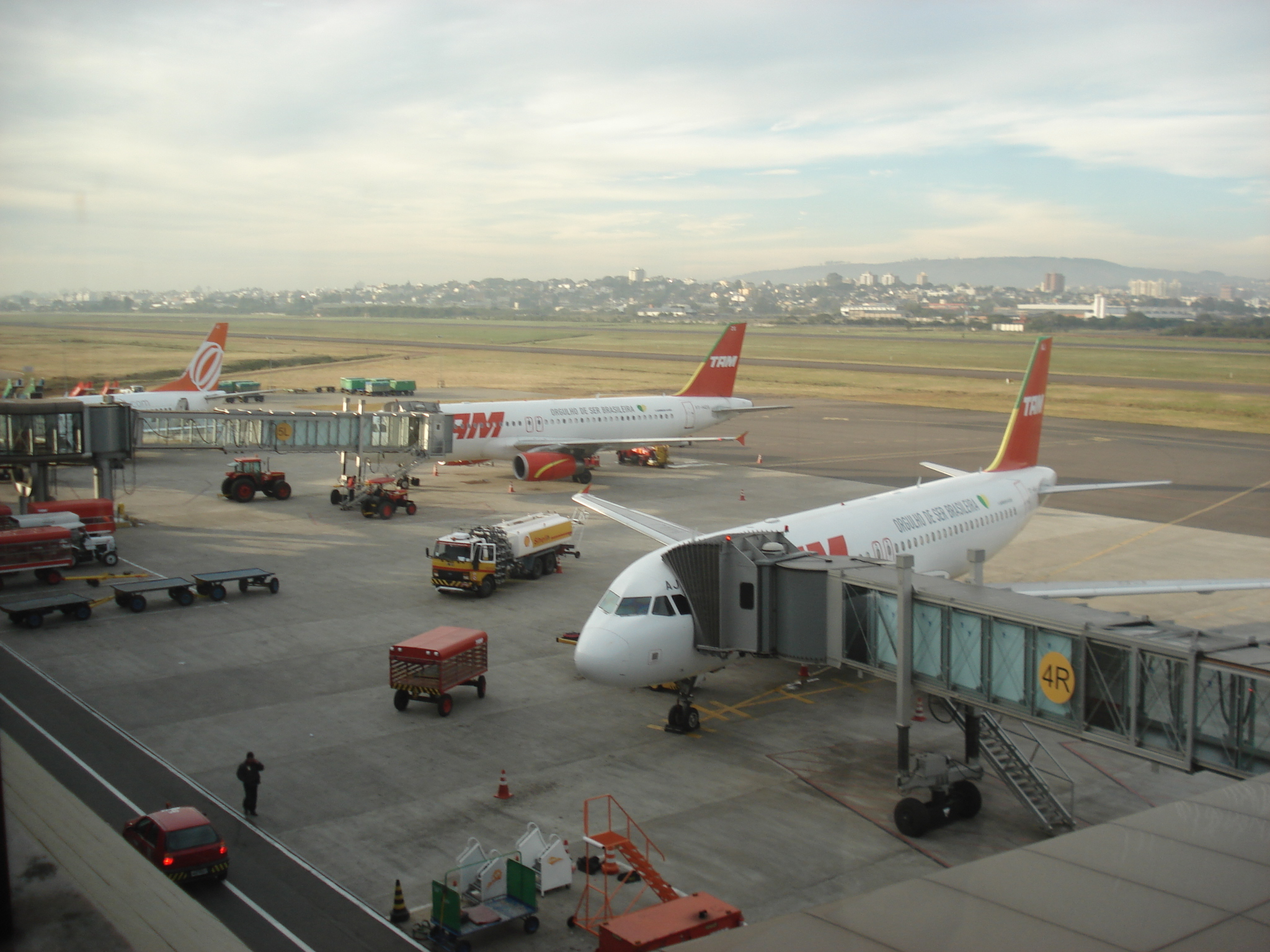
Aeroporto Internacional Salgado Filho em Porto Alegre.

Os transportes do Rio Grande do Sul são um domínio de estudos e conhecimentos sobre as características da malha viária do estado.
O estado possui 153 960 km de rodovias, sob jurisdição nacional, estadual ou municipal. A malha nacional estrutura a rede de transporte com rodovias longitudinais, diagonais, transversais e de ligação. As principais rodovias são: BR-101, BR-116, BR-153, BR-158, BR-163, BR-285, BR-287, BR-290, BR-386, BR-392 e BR-471. Após décadas de parcos investimentos de sucessivos Governos Estaduais, o Rio Grande do Sul hoje se encontra com uma malha rodoviária deficitária e uma das piores da metade sul do país: em 2020, ainda havia 54 cidades sem acesso asfáltico (São Paulo, Rio de Janeiro, Santa Catarina e Mato Grosso do Sul tinham 100% de cidades com acesso asfáltico à mesma época; Paraná e Minas Gerais tinham quase 100%). O Estado também tem poucas rodovias duplicadas, a grosso modo nas cercanias da capital Porto Alegre, sendo a maioria delas do Governo Federal; apesar da grande quantidade de rodovias estaduais, o Governo Estadual pouco realizava neste campo. A situação só começou a mudar em 2019, quando o Estado realizou um plano de reorganização econômica e financeira, e lançou um programa específico visando a recuperar e evoluir a malha viária do estado. Neste ano, 62 municípios ainda não tinham acesso asfáltico: o projeto era chegar em 2023 com 22 cidades sem acesso. Concessões de rodovias em poder do Rio Grande do Sul, como a BR-287 e a BR-386, realizadas à mesma época, objetivam duplicar as partes concedidas destas rodovias até 2035.
O Rio Grande do Sul apresenta uma importante malha hidroviária, concentrada nas bacias Litorânea e do Guaíba. Nessas bacias estão os principais rios de rota rio Jacuí, rio Taquari e rio dos Sinos, além do Guaíba e da Laguna dos Patos. Atualmente, a navegação no rio Uruguai é de pequena importância, assim como de seu principal afluente, o rio Ibicuí, o único que apresenta condição navegável. A principal rota hidroviária do estado é Porto Alegre-Rio Grande, que apresenta calado de 5,2 metros. As principais cargas no sentido Rio Grande são produtos petroquímicos, derivados de petróleo, óleo de soja e celulose. No sentido Porto Alegre destacam-se os fertilizantes.[carece de fontes?]

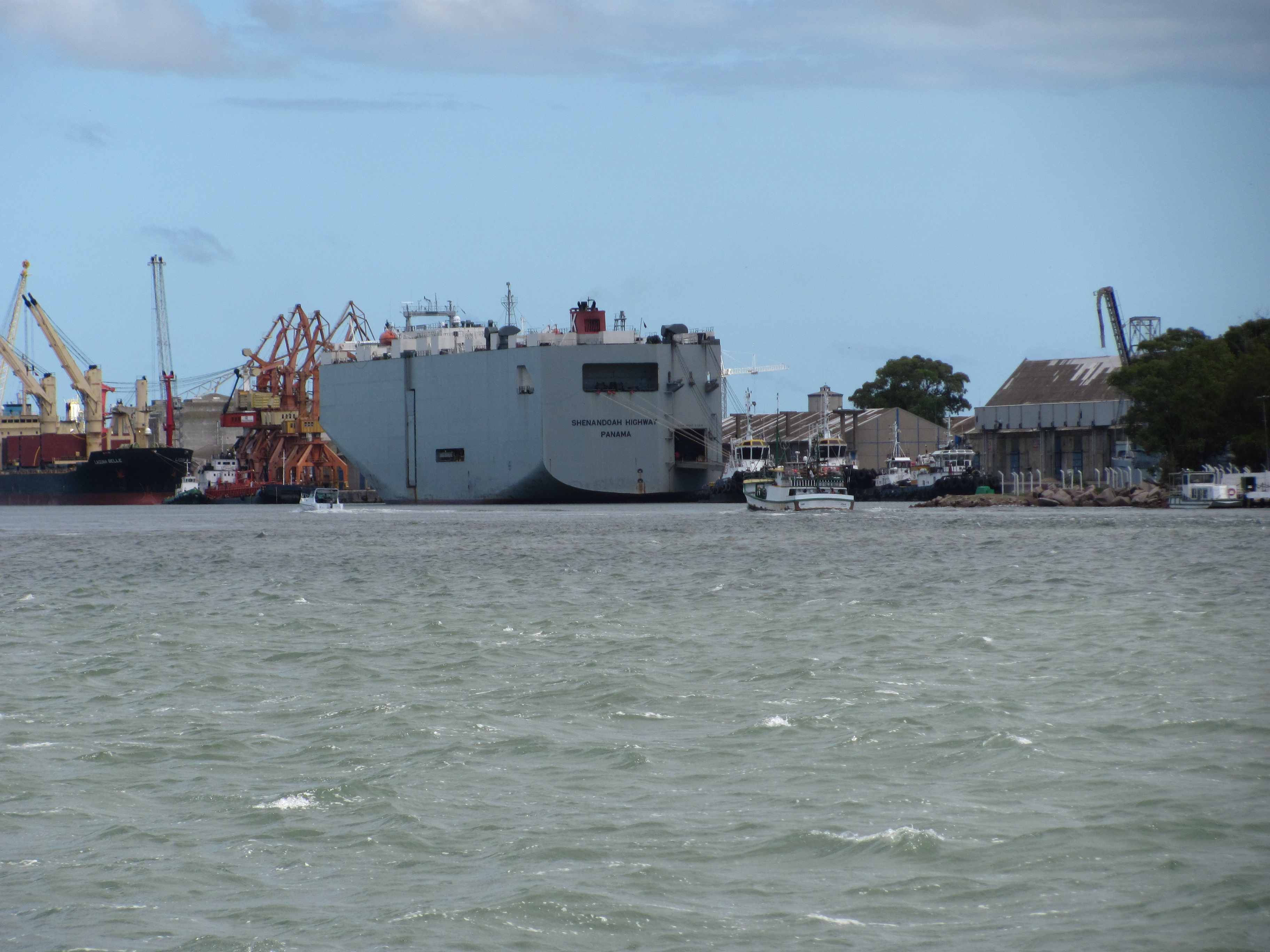
Porto de Rio Grande.

O Porto de Rio Grande é de grande importância para o Mercosul, e também o principal ponto de multimodalidade do estado, fazendo com que parte do sistema rodoviário e ferroviário tenham o Porto de Rio Grande como foco. O Porto de Rio Grande, em 2005, chegou a 18 milhões de toneladas, consolidado como o segundo maior porto com movimento de containers do Brasil, e o terceiro em cargas. Os principais portos são: Porto de Rio Grande, Porto de Porto Alegre, Porto de Estrela e Porto de Pelotas.[carece de fontes?]

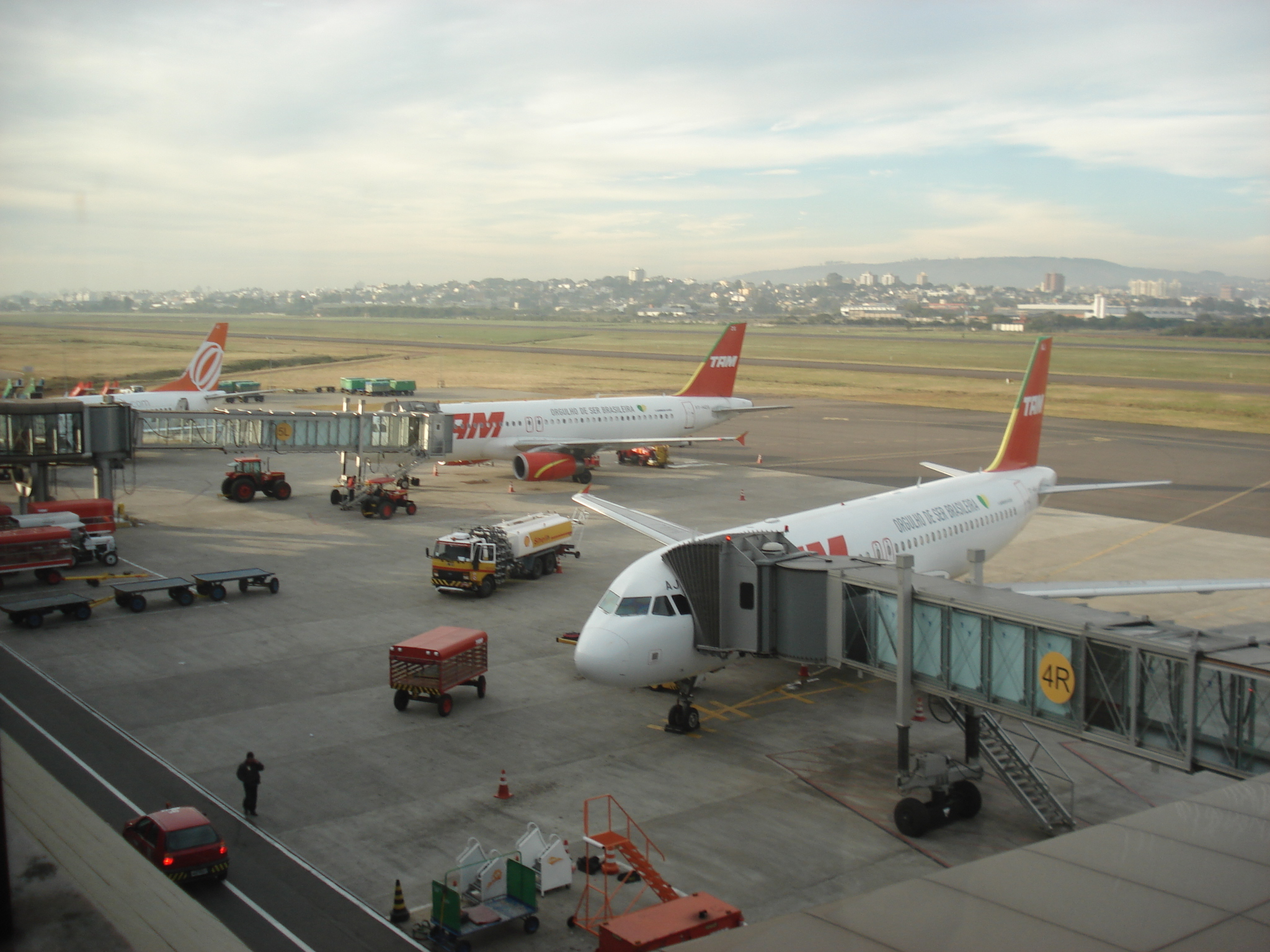
Aeroporto Internacional Salgado Filho em Porto Alegre.

O Aeroporto Internacional Salgado Filho localiza-se em Porto Alegre e é o mais movimentado aeroporto do estado e o oitavo mais movimentado do Brasil em número de passageiros transportados.O Aeroporto Internacional de Pelotas é operado pelas linhas aéreas NHT e localiza-se no sul do estado com voos até Erechim, Porto Alegre , Rio Grande e até mesmo para Montevidéu, no Uruguai. Existe também o Aeroporto de Caxias do Sul, que é importante para o estado, e conta com três voos diários para São Paulo (exceto aos sábados, quando tem apenas um voo). É um aeroporto operado por uma companhia aérea, a Gol, que opera com Boeing 737.[carece de fontes?]
O Rio Grande do Sul possui uma malha de 3 260 quilômetros de linhas e ramais ferroviários, utilizadas para cargas. A maior parte apresenta bitola métrica, sendo que apenas cinco quilômetros apresentam bitola mista, com objetivo de realizar a integração com as malhas argentinas e uruguaias. Atualmente, alguns trechos das ferrovias não estão em operação regular e os terminais ferroviários que apresentam maior concentração de cargas localizam-se nas proximidades da Grande Porto Alegre, Passo Fundo, Santa Maria, Cruz Alta e Uruguaiana.[carece de fontes?]

## Hidrovias
O Rio Grande do Sul apresenta uma importante malha hidroviária, concentrada nas bacias Litorânea e do Guaíba. Nessas bacias estão os principais rios de rota rio Jacuí, rio Taquari e rio dos Sinos, além do Guaíba e da Lagoa dos Patos. Atualmente, a navegação no rio Uruguai é de pequena importância, assim como de seu principal afluente, o rio Ibicuí, o único que apresenta condição navegável.
A principal rota hidroviária do estado é Porto Alegre-Rio Grande, que apresenta calado de 5,2 metros.
As principais cargas no sentido Rio Grande são produtos petroquímicos, derivados de petróleo, óleo de soja e celulose. No sentido Porto Alegre destacam-se os fertilizantes.

## Portos
O Porto de Rio Grande é de grande importância para o Mercosul, e também o principal ponto de multimodalidade do estado, fazendo com que parte do sistema rodoviário e ferroviário tenham o Porto de Rio Grande como foco. O Porto de Rio Grande, em 2005, chegou a 18 milhões de toneladas, consolidado como o segundo maior porto com movimento de containers do Brasil, e o terceiro em cargas.
Os principais portos são:
- Porto de Rio Grande
- Porto de Porto Alegre
- Porto de Estrela
- Porto de Pelotas

## Aeroportos
O Aeroporto Salgado Filho localiza-se em Porto Alegre e é o mais importante do estado, tendo uma movimentação de 8,3 milhões de passageiros ao ano, envolvendo o movimento de 88 mil aeronaves por ano.
Em setembro de 2001 foi concluído um novo terminal, que tem capacidade para atender uma demanda de até quatro milhões de passageiros/ano, podendo receber até 28 aeronaves de grande porte.
Tem também o Aeroporto de Caxias do Sul, que é importante para o estado, e conta com três voos diários para São Paulo (exceto aos sábados, quando há apenas um voo). É um aeroporto operado por companhias aéreas como Gol e TAM, que operam com Boeing 737, Airbus A320 e Fokker 100.

## Ferrovias
A era de implantação de ferrovias no Rio Grande do Sul iniciou-se já no século XIX, com a implantação da estrada férrea entre Porto Alegre e São Leopoldo, em 1874. O projeto da malha ferroviária foi idealizado pelo engenheiro Ewbank da Câmara. Seu plano era desenvolver quatro linhas férreas principais, que seriam ramificadas posteriormente. As quatro linhas planejadas ligavam Porto Alegre a Uruguaiana, Rio Grande a Bagé, Santa Maria a Marcelino Ramos e Barra do Quaraí a Itaqui. Como a administração pública gaúcha não tinha recursos para realizar estas empreitadas, cedeu à iniciativa de empresas estrangeiras a liberdade de construir e administrar as linhas férreas.
A malha ferroviária gaúcha hoje possui 3.259 quilômetros de extensão e liga o estado à Argentina, Uruguai e Santa Catarina. A maior parte dela foi construída no século XIX, sendo quase que na totalidade de bitola métrica, incompatível com aquele que é o padrão internacional hoje (bitola de 1,435 m). Na verdade, dos 3,3 mil km de extensão das ferrovias, 1,2 mil estão desativados, vítimas da falta de manutenção. O percurso operante é quase exclusivamente destinado a transporte de cargas, sendo que algumas rotas só acontecem em períodos de safra. Há, em algumas poucas regiões, como na Serra Gaúcha e no Vale do Taquari, circulação de trens turísticos; e isto é tudo que há de transporte de passageiros nas ferrovias do estado.
Infelizmente, a situação geral das ferrovias gaúchas é de quase abandono. Desde 1950, o governo federal e a iniciativa privada vêm trazendo mais incentivos e investimentos para a modalidade rodoviária e acabou-se esquecendo das ferrovias. Projetadas há cerca de 150 anos, hoje são consideradas ultrapassadas em todos os sentidos. Suas bitolas não são padrão universal, o que as impede de ser integrada às ferrovias novas e faz necessária a reconstrução ou adaptação das estradas existentes; foram projetadas pensando-se no baixo valor de execução das obras, o que é evidenciado pela recorrência de curvas acentuadas e aclives, que poderiam ter sido evitados via escavação de túneis e terraplanagem; em muitas cidades, assentaram-se comunidades de baixa renda a distâncias muito perigosas dos trilhos; as linhas férreas apresentam problemas de ligação com os portos, entre outros problemas.
Este quadro representa uma notícia triste, pois o transporte ferroviário é comprovadamente mais eficiente do que o rodoviário ao se tratar de rotas fixas continente adentro. Além de ser mais econômico, é mais seguro e suporta mais muito mais carregamentos para cada frete. Dentre os empecilhos para a expansão do transporte ferroviário gaúcho estão a necessidade de revitalizar ou até reconstruir as estradas férreas já existentes, visto que estas estão depreciadas; o alto valor do investimento para as obras; e a alta competitividade em relação ao sistema rodoviário.

## Rodovias
O sistema rodoviário é responsável pela maior parte da carga transportada e pela quase totalidade do transporte de passageiros no Rio Grande do Sul. O estado possui 153.960 km de rodovias, sob jurisdição nacional, estadual ou municipal.
A malha nacional estrutura a rede de transporte com rodovias longitudinais, diagonais, transversais e de ligação. As principais rodovias são: BR-101, BR-116, BR-153, BR-158, BR-163, BR-285, BR-287, BR-290, BR-386, BR-392 e BR-471. Após décadas de parcos investimentos de sucessivos Governos Estaduais, o Rio Grande do Sul hoje se encontra com uma malha rodoviária deficitária e uma das piores da metade sul do país: em 2020, ainda havia 54 cidades sem acesso asfáltico (São Paulo, Rio de Janeiro, Santa Catarina e Mato Grosso do Sul tinham 100% de cidades com acesso asfáltico à mesma época; Paraná e Minas Gerais tinham quase 100%). O Estado também tem poucas rodovias duplicadas, a grosso modo nas cercanias da capital Porto Alegre, sendo a maioria delas do Governo Federal; apesar da grande quantidade de rodovias estaduais, o Governo Estadual pouco realiza neste campo. 
Hoje, praticamente todo o transporte de passageiros entre as cidades gaúchas é feito pelo modal rodoviário. O sistema de ônibus intermunicipal é gerenciado pela DAER, sendo que as princiais empresas gaúchas de transporte de passageiros são a Planalto, a Unesul, a Ouro e Prata, a Expresso Caxiense, Real, Bento, Helios, Santa Cruz e São João. Já as linhas metropolitanas são gerenciadas pela Metroplan e possuem características distintas do restante do sistema estadual de transporte por ônibus.